# Frank Merrill
Pour l’article homonyme, voir Frank Merrill (acteur).
Frank Dow Merrill, né le 4 décembre 1903 à Hopkinton (Massachusetts) et décédé le 11 décembre 1955 à Fernandina Beach (Floride), est un général de l'armée des États-Unis connu pour avoir commandé les Merrill's Marauders, officiellement le 5307th Composite Unit (provisional), actif lors de la campagne de Birmanie pendant la Seconde Guerre mondiale. Cette force relevait du Northern Combat Area Command du général Joseph Stilwell. C'était une unité de forces spéciales de type commandos opérant sur le modèle des groupes Chindits, formés pour opérer à partir de bases situées derrière les lignes japonaises.

## Début de carrière
Merrill a vécu avec sa famille à Amesbury (Massachusetts et est diplômé de l'Amesbury High School. Il s'enrôle dans l'armée américaine en 1922 et obtient le grade de sergent d'état-major dans la compagnie A des 11th Engineers.
Il reçoit une nomination à West Point en 1925 avant d'obtenir son diplôme en 1929. Il obtient ensuite un BS en génie militaire du Massachusetts Institute of Technology en 1932. En 1938, Merrill devient l'attaché militaire à Tokyo où il étudie la langue japonaise.
Il rejoint l'état-major du général Douglas MacArthur aux Philippines en 1941 en tant qu'officier du renseignement militaire. Merrill est en mission à Rangoun, en Birmanie, au moment de l'attaque de Pearl Harbor et reste dans le pays après l'invasion japonaise.
En novembre 1943, le colonel Merrill est promu brigadier général un mois seulement avant son quarantième anniversaire, ce qui en fait l'un des plus jeunes généraux américains depuis la guerre civile. Plus remarquable encore étant le fait qu'il n'avait servi comme officier que depuis 14 ans. Il est promu major général en septembre 1944 à l'âge de 40 ans.

## Merrill's Marauders
En 1943, le général Merrill est nommé pour commander une nouvelle unité de forces spéciales de l'armée américaine volontaire sur le modèle des groupes de pénétration de la jungle à longue distance formés par les Britanniques pour harceler les forces japonaises en Birmanie (les Chindits). Le nom officiel de l'armée américaine pour l'unité est 5307th Composite Unit (provisional), la 5307e unité composite (provisoire). (Le titre provisoire signifie que l'unité est formée pour une mission ou opération spéciale et sera dissoute par la suite). Les correspondants de guerre en visite, après avoir vu la performance de la 5307e sur les champs de tir, ont rapidement surnommé l'unité Merrill's Marauders. Le général Merrill supervisa l'entraînement et le déploiement des trois bataillons du 5307e en Birmanie en février 1944.
En un peu plus de cinq mois de combat derrière les lignes japonaises en Birmanie, les Marauders, ayant soutenu la Force X, avancèrent de 750 milles à travers certains des terrains de jungle les plus difficiles du monde, combattirent dans 5 engagements majeurs (Walawbum, Shaduzup, Inkangahtawng, Nhpum Ga et Myitkyina) et engagèrent au combat l'armée japonaise à trente-deux occasions distinctes. Combattant les soldats japonais, la faim et la maladie, ce fut l'unité de l'armée américaine opérant [au cours de patrouilles à longue portée] le plus longtemps dans la jungle pendant la guerre.

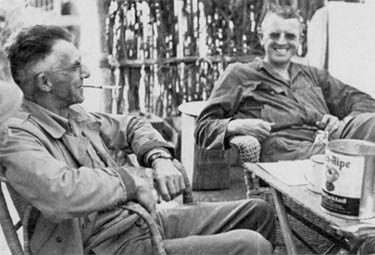
Les généraux Stilwell et Merrill en 1944

Le 29 mars, Merrill subit une première crise cardiaque, à la suite de laquelle il fut relevé par l'officier exécutif de l'époque, le colonel Charles N. Hunter (en). Dans leur mission finale contre la base japonaise de Myitkyina, les Marauders subirent 272 tués, 955 blessés et 980 évacués pour malaises ou maladies. Au moment de la prise de Myitkyina, seuls environ 200 membres des Marauders d'origine étaient encore aptes aux combats.
Le 10 août 1944, une semaine après la chute de la ville aux mains des forces américaines et chinoises, le 5307e fut dissous avec un total final de seulement 130 officiers et hommes aptes au combat (sur les 2 997 originaux).

## Après-guerre
Après la fin de la guerre, Merrill servit aux Philippines. Au début de 1946, il fut affecté au quartier général de la 6e armée à San Francisco sous les ordres du général Stilwell. En mai de la même année, Merrill et Stilwell dirigèrent deux pelotons de marine pour réprimer un soulèvement au pénitencier fédéral d'Alcatraz dans ce qui est connu sous le nom de bataille d'Alcatraz.
En raison de la réduction des effectifs de l'armée après la guerre, Merrill fut réduit au rang de général de brigade le 1er juin 1946. Il prit sa retraite de l'armée dans son grade permanent de colonel le 30 juin 1948 et fut promu général de brigade sur la liste des retraités le lendemain.
Après sa retraite de l'armée, Merrill devint le commissaire des autoroutes du New Hampshire. En décembre 1955, il fut élu président de l' Association américaine des responsables des autoroutes et des transports, mais mourut deux jours plus tard.

## Héritage
En 1992, le général Merrill fut intronisé au Temple de la renommée des Rangers de l'armée américaine en tant que membre de sa classe inaugurale d'intronisés.
Le pont Everett Turnpike sur la rivière Souhegan, dans le New Hampshire, était l'un des favoris de Merrill. Il est aujourd'hui dédié aux Merrill's Marauders.
Le camp Frank D. Merrill, près de Dahlonega, en Géorgie, accueille la phase d'entraînement de trois semaines en montagne de la United States Army Ranger School.
L'armée américaine attribua rétroactivement aux membres des Merrill's Marauders le Ranger Tab de l'armée américaine.

## Dans la culture populaire
Merrill fut joué par Jeff Chandler dans le film de 1962 Merrill's Marauders.

## Décorations
- Combat Infantryman Badge
- Army Distinguished Service Medal
- Legion of Merit
- Bronze Star
- Purple Heart
- American Defense Service Medal avec agrafe « Foreign Service »
- Asiatic-Pacific Campaign Medal avec trois Service star
- World War II Victory Medal
- Compagnon honoraire de l'Ordre de l'Empire des Indes (CIE) [5]

## Promotions[6],[7]
- Enrôlé (porté au grade de sergent d'état-major) - 14 juillet 1922
- Cadet, USMA - 1er juillet 1925

|  | Sous-lieutenant, armée régulière : 13 juin 1929                  |
|  | Premier lieutenant, armée régulière : 1er novembre 1934          |
|  | Capitaine, armée régulière : 13 juin 1939                        |
|  | Major, armée des États-Unis : 10 octobre 1941                    |
|  | Lieutenant-colonel, armée des États-Unis : 25 mai 1942           |
|  | Colonel, armée des États-Unis : 8 janvier 1943                   |
|  | Général de brigade, armée des États-Unis : 8 novembre 1943       |
|  | Général de division, armée des États-Unis : 5 septembre 1944     |
|  | Général de brigade, armée des États-Unis: 1er juin 1946          |
|  | Colonel, armée régulière: 10 juin 1948                           |
|  | Brigadier général de l'armée régulière (Retd.): 1er juillet 1948 |

Remarque : L'armée des États-Unis (AUS) était une désignation administrative pour les commissions d'officiers qui étaient temporaires en raison des besoins de la guerre. Les officiers de ces commissions ont été fréquemment réduits en grade après la fin de la guerre.